# Anna Manzer
Anna Manzer (* 16. April 1930; † 10. November 2009) aus Wien, Österreich, trug ab 1984 den Ehrentitel Gerechte unter den Völkern.
Manzer wurde zusammen mit ihren Eltern, Ludwig und Anna Friessnegg, sowie ihrem Bruder Edi Stecher ausgezeichnet, weil sie gemeinsam der Jüdin Melvine Deutsch das Leben retteten. Diese befand sich vorher in einem Zwangsarbeitslager der Firma Siemens in Wien-Floridsdorf. Als sie aus dem Lager in einem Transport ins KZ Mauthausen deportiert wurde, floh sie unterwegs aus dem Zug und kam nach Wien. Dort wandte sie sich an die ihr bis dahin unbekannte Manzer und bat um Hilfe.
Die Gestapo gab die Suche nach der vom Transport nach Mauthausen geflüchteten Melvine Deutsch nicht auf. Als ihr in der Wohnung von Manzer Gefahr drohte, wandte diese sich an ihren Bruder Edi Stecher. Deutsch blieb einige Monate bei Stecher, ohne von der Gestapo entdeckt zu werden.
Während der dadurch entstandenen Knappheit an rationierten Lebensmitteln sprangen die Eltern Ludwig und Anna Friessnegg ein. Oft musste Melvine Deutsch auch in die Wohnung der Friessneggs gebracht werden, wenn die Gestapo in der Umgebung nach versteckten Juden fahndete. Deutsch konnte nach der Befreiung ihre Wohnung heil verlassen.